# Odi Bouwmans
Odilius Petrus Maria (Odi) Bouwmans (Deurne, 13 februari 1944 – Boxmeer, 8 juli 2020) was een Nederlands politicus van het CDA.
Hij was wethouder en loco-burgemeester in Bakel en Milheeze voor hij eind 1989 de burgemeester van Helvoirt werd. Ruim drie jaar later volgde zijn benoeming tot burgemeester van Boxmeer. In maart 2003 ging Bouwmans vervroegd met pensioen en werd hij benoemd tot ridder in de Orde van Oranje Nassau.